# Out-of-band management
U upravljanju sustavima, out-of-band management uključuje korištenje upravljačkih sučelja (ili serijskih priključaka) za upravljanje mrežnom opremom. Out-of-band (OOB) upravljanje je mrežni pojam koji se odnosi na pristup i upravljanje mrežnom infrastrukturom na udaljenim lokacijama, i to putem zasebne razine upravljanja od proizvodne mreže. Mobilne 4G i 5G mreže danas se koriste za upravljanje i mnogi proizvođači to imaju u ponudi proizvoda. OOB upravljanje sada se smatra bitnom komponentom mreže za osiguranje kontinuiteta poslovanja.
OOB upravljanje omogućuje mrežnom operateru uspostavljanje granica povjerenja u pristupu funkciji upravljanja kako bi je primijenio na mrežne resurse. Također se može koristiti za osiguravanje povezanosti upravljanja (uključujući mogućnost određivanja statusa bilo koje mrežne komponente) neovisno o statusu ostalih mrežnih komponenti.
U računarstvu, jedan oblik upravljanja ponekad se naziva lights-out-management (LOM) i uključuje korištenje namjenskog kanala upravljanja za održavanje uređaja. Administratoru sustava omogućuje nadzor i upravljanje poslužiteljima i ostalom opremom spojenom na mrežu daljinskim upravljanjem bez obzira na to je li stroj uključen ili je li OS instaliran ili radi.
Nasuprot tome, in-band management putem VNC-a ili SSH-a temelji se na povezivanju unutar pojasa (uobičajeni mrežni kanal). Obično zahtijeva softver, koji se mora instalirati na udaljeni sustav kojim se upravlja i radi tek nakon pokretanja operativnog sustava i pokretanja mreže. Ne dopušta upravljanje udaljenim mrežnim komponentama neovisno o trenutnom statusu ostalih mrežnih komponenti. Klasičan primjer ovog ograničenja je kada sistemski administrator pokuša rekonfigurirati mrežu na udaljenom računalu i ne može riješiti problem bez fizičkog dolaska na računalo. Unatoč ovim ograničenjima, in-band rješenja su još uvijek uobičajena jer su jednostavnija i puno jeftinija.

## Svrha
Kompletan sustav daljinskog upravljanja omogućuje daljinsko ponovno pokretanje, isključivanje, nadzor hardvera (brzina ventilatora, naponi napajanja, itd.), emitiranje video izlaza na udaljene terminale i primanje ulaza s udaljene tipkovnice i miša (KVM preko IP-a). Također može se pristupiti lokalnim medijima poput DVD pogona s udaljenog računala. Ako je potrebno, to omogućuje izvođenje daljinske instalacije operativnog sustava. Daljinsko upravljanje može se koristiti za podešavanje BIOS postavki koje možda neće biti dostupne nakon što se operativni sustav već pokrene.
Udaljenom sustavu može se pristupiti putem SSH sučelja naredbenog retka, specijaliziranog klijentskog softvera ili putem različitih rješenja temeljenih na web-pregledniku. Klijentski softver obično je optimiziran za jednostavno upravljanje višestrukim sustavima.

## Primjeri
- Redfish (standardni protokol za izvanpojasno upravljanje poslužitelja)
- Arhitektura stolnih i mobilnih uređaja za hardver sustava (standardni protokol za upravljanje izvan pojasa)
- Intel Active Management Technology (AMT; Intelova tehnologija upravljanja izvan pojasa)
- AMD PRO[3]
- HP Integrated Lights-Out (iLO; HP-ova implementacija izvanpojasnog upravljanja za x86 i novije poslužitelje)
- Dell DRAC (iDRAC; DELL-ova implementacija upravljanja izvan pojasa)
- IBM Remote Supervisor Adapter ili Integrated Management Module (IMM; IBM-ova izvanpojasna implementacija upravljanja)
- Lenovo XClarity kontroler (XCC)
- Sun LOM port (Lights Out Management port) mogućnost je daljinskog pristupa na Sun poslužiteljima.
- Serijska konzola ZPE sustava plus serijska konzola ZPE sustava
- Opengear (proizvodi za "pametno upravljanje izvanpojasnom infrastrukturom")
- Perle Systems (Napredni konzolni poslužitelji za sigurno izvanpojasno upravljanje bilo kojim uređajem sa serijskim, USB ili Ethernet priključkom za upravljanje konzolom)